# Flabellina pellucida
Flabellina pellucida är en snäckart som först beskrevs av Joshua Alder och Hancock 1843.  Flabellina pellucida ingår i släktet Flabellina och familjen Flabellinidae. Arten är reproducerande i Sverige. Inga underarter finns listade i Catalogue of Life.